# Франсуа Габар
Франсуа Габар (фр. François Gabart; нар. 23 березня 1983) — французький професійний яхтсмен, який виграв у 2013 році навколосвітню регату Vendée Globe, подолавши дистанцію понад 40 000 км за рекордний час — 78 дні 2 години 16 хвилин 40 секунд. Також є власником рекорду одиночного добового переходу під вітрилом, що становить 785 миль.

## Біографія
Народився 23 березня 1983 року в місті Сен-Мішель департаменту Шаранта, Франція.
Мати працювала в суді міста Ангулем. Батько, стоматолог, привів хлопчика у вітрильний спорт, де Франсуа почав з класу яхт «Оптиміст» (служить для навчання дітей основам вітрильного спорту). У 1989 році його батьки взяли відпустку і вирушили в подорож всією сім'єю на яхті «Pesk Avel». У цій подорожі до США у їхнього сина з'явився смак до морських подорожей на яхті.
Закінчив Національний інститут прикладних наук Ліона, отримавши диплом інженера в галузі машинобудування в 2007 році. Займається дослідженнями в спорті високих досягнень в області яхт. У 2008 році став учасником програми «Skipper Macif». Протягом трьох років корпорація Intel співпрацювала з французьким яхтсменом, допомагаючи йому в проектуванні однієї із самих швидкісних яхт в світі, а також в удосконаленні її системи управління.
У 2013 році за перемогу в регаті Vendée Globe був нагороджений орденом Почесного легіону Французької Республіки (кавалер), який він отримав з рук президента Франції.
У 2016 році Габар був коментатором змагань з вітрильного спорту Олімпійських ігор 2016 року для французької телекомпанії France Télévisions.
17 грудня 2017 французький яхтсмен Франсуа Габар встановив новий рекорд одиночного навколосвітнього плавання на вітрильному тримарані «Macif»: 42 дня 16 годин 40 хвилин і 35 секунд.